# 쇼난정
쇼난정(沼南町)은 지바현 히가시카쓰시카군에 있었던 정이다. 2005년 3월 28일에는 인접했던 가시와시에 편입하여 소멸하였다. 

## 역사
- 1889년 4월 1일 - 정촌제 시행과 함께 미나미소마군 가자하야촌, 데가촌이 놓여졌다.
- 1897년 4월 1일 - 미나미소마군이 히가시카쓰시카군에 편입되었다.
- 1955년 3월 30일 -  가자하야촌, 데가촌이 합병해 쇼난촌이 되었다.
- 1964년 2월 1일 - 정으로 승격해 쇼난정이 되었다.
- 2005년 3월 28일 - 인접한 가시와시에 편입되었다.

## 교통

### 철도
- 도부 철도 노다 선

### 도로
- 국도 : 국도 16호선